# 彻梅纳斯
彻梅纳斯（英語：Chemainus）是加拿大不列颠哥伦比亚省西南部温哥华岛上North Cowichan的一个临海小镇。

## 历史
彻梅纳斯小镇始建于1858年，现在以39幅户外壁画而闻名。